# ふわふわpartyつられてhappy
「ふわふわpartyつられてhappy」（ふわふわパーティーつられてハッピー）は、𝒉𝒂𝒓𝕞𝕠𝕖の6枚目のシングル。2024年2月7日にポニーキャニオンから発売された。

## 概要
本作のコンセプトは「クマのプーさん」。表題曲の作詞は中村彼方、作曲・編曲はTomgggとharmoeにとって関わりの深いコンポーザーによる楽曲となっており、表題曲とカップリング2曲でharmoeならではの「プーさん」の世界を表現する1枚となっている。
表題曲「ふわふわpartyつられてhappy」は、テレビアニメ『異世界でもふもふなでなでするためにがんばってます。』のエンディングテーマとして起用され、岩田はカーナ役で同作に出演した。
通常盤・初回限定盤・きゃにめ盤の3形態でリリースされ、初回限定盤には特典Blu-rayとフルカラーブックレット、きゃにめ盤には特典Blu-rayとフルカラーブックレットに加えて、AR動画付きアクリルスタンドがそれぞれ付属されている。
特典Blu-rayは初回限定盤ときゃにめ盤共通で、「ふわふわpartyつられてhappy」のミュージックビデオとメイキング映像、2023年11月19日に開催された「harmoe canvas session V」のライブ映像が収録されている。

## 収録内容
| #         | タイトル                                     | 作詞       | 作曲・編曲 | 時間  |
| --------- | -------------------------------------------- | ---------- | ---------- | ----- |
| 1.        | 「ふわふわpartyつられてhappy」               | 中村彼方   | Tomggg     | 4:20  |
| 2.        | 「カラフル×ジョイフル」                      | 真崎エリカ | 大熊淳生   | 3:02  |
| 3.        | 「Honey Drop」                               | PandaBoY   | PandaBoY   | 3:02  |
| 4.        | 「ふわふわpartyつられてhappy」(Instrumental) |            |            | 4:20  |
| 5.        | 「カラフル×ジョイフル」(Instrumental)        |            |            | 3:02  |
| 6.        | 「Honey Drop」(Instrumental)                 |            |            | 3:02  |
| 合計時間: | 合計時間:                                    | 合計時間:  | 合計時間:  | 20:48 |

| #  | タイトル                                                               | 作詞 | 作曲・編曲 |
| -- | ---------------------------------------------------------------------- | ---- | ---------- |
| 1. | 「ふわふわpartyつられてhappy」(Music Video)                            |      |            |
| 2. | 「ふわふわpartyつられてhappy」(Making)                                 |      |            |
| 3. | 「Okey◎Dokey!」(「harmoe canvas session IV」 ライブ映像)               |      |            |
| 4. | 「twilight」(「harmoe canvas session V」 ライブ映像)                   |      |            |
| 5. | 「wait for you」(「harmoe canvas session V」 ライブ映像)               |      |            |
| 6. | 「ダンスの合図」(「harmoe canvas session V」 ライブ映像)               |      |            |
| 7. | 「Love is a potion」(「harmoe canvas session V」 ライブ映像)           |      |            |
| 8. | 「ふわふわpartyつられてhappy」(「harmoe canvas session V」 ライブ映像) |      |            |